# Manuel Miguel Piquer
Manuel Miguel Piquer, de nombre religioso Manuel del Pilar, (Aliaga, 28 de noviembre de 1716 – Guadalupe, 1 de enero de 1794) fue un poeta, compositor y maestro de capilla español.

## Vida
Manuel Miguel Piquer nació en Aliaga, en la provincia de Teruel, hijo de Domingo Miguel y de Margarita Piquer. Tanto sus padres como sus abuelos por ambas partes procedían de Aliaga. A los nueve años ingresó como infante en la Basílica del Pilar, en Zaragoza, donde se formaría con el maestro Francisco Portería.
En fecha desconocida pasó a trabajar en la Catedral de Salamanca, se supone que en algún cargo en la capilla musical, con un buen sueldo. El 7 de mayo de 1757 el maestro de capilla de la Catedral de Zamora, Manuel de Osete, ganó las oposiciones al magisterio de la Catedral de Granada y dejó el cargo en Zamora vacante. El cargo y la ración fueron entregado a Miguel, pero no permaneció en el cargo más que un año, abandonándolo en 1758.
Hacia mediados de julio de 1758 debió tomar el hábito jerónimo, ingresando en el Real Monasterio de Santa María de Guadalupe, en la provincia de Cáceres. Profesó el 18 de julio de 1759, a los 42 años. A partir de 1760 se produce un aumento considerable de su producción musical, por lo que es de suponer que ejerció de maestro de capilla en Guadalupe. Permanecería en el Monasterio hasta su fallecimiento, el 1 de enero de 1794.

En 2 de enero de 1794, se enterró en esta sepultura el cuerpo del P. Fr. Manuel del Pilar, Sacerdote, de edad de setenta y ocho años [le faltaban aún 9 meses para cumplirlos], de hábito, treinta y cuatro [treinta y cinco, si nos atenemos a los datos documentales]. Fue Maestro de Capilla en Zamora, en la catedral. Requiescat in pace.
Nota necrológica

## Obra
Manuel fue un compositor muy prolífico y en el archivo del Monasterio de Santa María de Guadalupe se conservan nada menos que 285 documentos de música, un 30% del total de documentos conservados. En total, hay unas 241 partituras. Si se tiene en cuenta que muchas obras han sido destruidas o han desaparecido, su producción debió realmente ser colosal.
Su producción se extiende por todas las partes de la liturgia: misas, vísperas, completas, himnos, salmos, motetes, villancicos, salves letanías, etc. Algunas partituras todavía llevan su nombre laico, por lo que se supone que los trajo consigo al monasterio.
También se conserva un manuscrito de poesías de su autoría, dedicado al «nacimiento del Señor», que fue escrita junto con la música para Navidad de 1763.